# Rumble Roses
Rumble Roses (ランブルローズ) est un jeu vidéo de catch développé et édité par Konami et sorti en 2004 sur PlayStation 2.
Le jeu a la particularité de ne mettre en scène que des personnages féminins.

## Accueil
- Jeuxvideo.com : 10/20[1]